# الخطة الخمسية

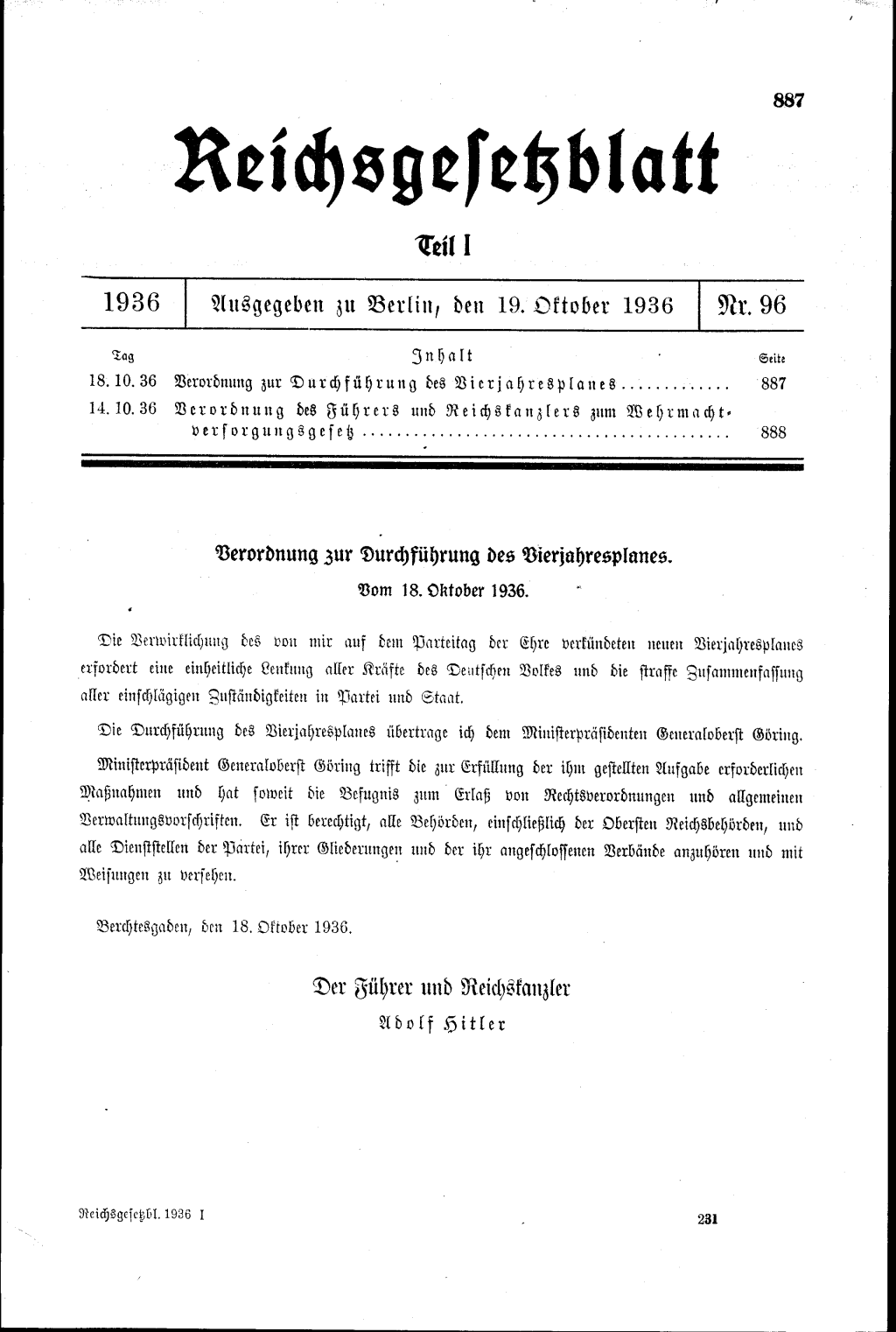

كانت الخطة الخمسية عبارة عن سلسلة من التدابير الاقتصادية التي بدأها أدولف هتلر، الذي وضع هيرمان جورينج مسؤولاً عنها. تم تعيين غورينج في كمفوض الرايخ المنصب الذي يشمل اختصاصه مسؤوليات الوزارات المختلفة، بما في ذلك وزارات الاقتصاد ووزير الدفاع ووزير الزراعة. كانت الخطة جزءًا من الهيكل الحكومي البديل الذي أنشأه هتلر والحزب النازي، والذي شمل كيانات مثل منظمة تودت وتوحيد قوات الأمن الخاصة وقوات الشرطة الألمانية، بما في ذلك الغيستابو، تحت قيادة هاينريش هيملر.
كان الغرض الأساسي من الخطة الخمسية هو إعادة تسليح ألمانيا، وإعداد البلاد للاكتفاء الذاتي في أربع سنوات، من عام 1936 إلى عام 1940. وبصرف النظر عن التأكيد على إعادة بناء الدفاعات العسكرية للبلاد، في تجاهل للقيود المفروضة على ألمانيا بموجب معاهدة فرساي بعد الهزيمة الألمانية في الحرب العالمية الأولى، سعت الخطة الخمسية إلى الحد من البطالة؛ زيادة إنتاج الألياف الاصطناعية، والاضطلاع بمشاريع الأشغال العامة تحت إشراف فريتز تودت، وزيادة إنتاج السيارات، وبدء العديد من المشاريع الإنشائية والمعمارية ومواصلة تطوير نظام أوتوبان.
خوفا من رد الفعل من قبل الصناعيين والممولين بشأن التأميم المتزايد للاقتصاد الألماني، دعت «مذكرة الخطة الخمسية» لهتلر عام 1936، إلى الرايخستاغ لسن «قانون ينص على عقوبة الإعدام للتخريب الاقتصادي».

## دور غورينغ
امتد هتلر إلى غورينغ سلطة سن القانون ببساطة عن طريق نشر المراسيم، مما مكنه من إنشاء مفوضين آخرين مسؤولين بشكل عام عن مختلف الصناعات. قام غورينغ بتوسيع نطاق الخطة باستمرار حتى أصبح سيد الاقتصاد الألماني الفعلي، إلى جانب سيطرته على لوفتفافه، قاعدة السلطة التي كان يفتقر إليها منذ إضعاف المناصب الحكومية الأخرى التي شغلها. لم يحتل غورينغ أي منصب هام في الحزب النازي، وكان تأثيره قبل توليه لخطة السنوات الأربع يستند أساسًا إلى شعبيته العامة كبطل حرب وسهولة وصوله إلى هتلر.
على الرغم من أن تعيين غورينغ كرئيس للخطة كان له فوائد قصيرة المدى لهتلر، إلا أنه كان كارثة على المدى الطويل، حيث لم يعرف غورينغ شيئًا عن الاقتصاد، وهو عامل استشهد به هتلر كأحد أسباب الاختيار.

## روابط خارجية
- مقتطف من مذكرة هتلر حول مهام خطة السنوات الأربع، 1936 (موقع ياد فاشيم)